# ژان-لویی گوتیه
ژان-لویی گوتیه (فرانسوی: Jean-Louis Gauthier‎; ۲۲ دسامبر ۱۹۵۵ – ۱۱ ژوئیهٔ ۲۰۱۴) دوچرخه‌سوار اهل فرانسه بود.
از باشگاه‌هایی که در آن رکاب زده‌است می‌توان به تیم دوچرخه‌سواری مرسیه اشاره کرد.